# Мильский, Станислав
Станислав Мильский (пол. Stanisław Milski, 8 февраля 1897, Чхув — 4 сентября 1972, Варшава) — польский актёр театра, кино, радио и телевидения, также театральный режиссёр.

## Биография
Окончил балетную школу в Познани, однако контузия (последствия аварии) помешала ему работать танцором.
Дебютировал в театре в 1916 году. Актёр и режиссёр театров в разных городах — Краков, Вильнюс, Катовице, Познань, Львов, Варшава, Гдыня, Лодзь, Торунь, Ольштын, Белосток, Зелёна-Гура, Гданьск, Тарнув, Люблин. С 1937 года выступал в передачах «Польского радио». В 1939—1941 годах выступал в польском театре в Вильнюсе. Во время Второй мировой войны работал водителем в Вильнюсе.
В сезоне 1944/1945 годов руководил польским драматическим театром в Вильнюсе. В 1945 году вместе со всей труппой переехал в Торунь, где был режиссёром местного театра и играл в его постановках.
В сезоне 1945/1946 — в Театре имени Стефана Ярача в Ольштыне, художественный руководитель театра. В сезоне 1946/1947 играл в Театре имени Александра Венгерского в Белостоке, в 1948 году — в Классическом театре в Варшаве, с 1948 по 1952 год снова в Театре имени Стефана Ярача в Ольштыне. В сезоне 1955/1956 в Театре в Зелёна-Гуре, с 1955 по 1964 год — в театре в Гданьске. С 1964 года руководил Театром имени Юлиуша Остерва в Люблине. В 1966 году отметил пятидесятилетие творческой деятельности и прекратил театральную карьеру.
В конце своей жизни стал популярным киноактёром. Играл в основном второстепенные роли, в исполнении которых блистал талантом, создавая реальные образы, стал «мастером эпизода». С 1968 года участвовал в спектаклях «театра телевидения».
Похоронен на католическом кладбище в Варшавском районе Вавер (пол. Cmentarz w Radości).

## Избранная фильмография
| Год  | Русское название                               | Оригинальное название                |
| ---- | ---------------------------------------------- | ------------------------------------ |
| 1951 | Община                                         | Gromada                              |
| 1954 | Целлюлоза                                      | Celuloza                             |
| 1954 | Под фригийской звездой                         | Pod gwiazdą frygijską                |
| 1954 | Поколение                                      | Pokolenie                            |
| 1955 | Часы надежды                                   | Godziny nadziei                      |
| 1955 | Подгале в огне                                 | Podhale w ogniu                      |
| 1956 | Загадка старой штольни                         | Tajemnica dzikiego szybu             |
| 1956 | Дело пилота Мареша                             | Sprawa pilota Maresza                |
| 1956 | Необыкновенная карьера                         | Nikodem Dyzma                        |
| 1956 | Прощание с дьяволом                            | Pożegnanie z diabłem                 |
| 1957 | Ева хочет спать                                | Ewa chce spać                        |
| 1958 | Петля                                          | Pętla                                |
| 1958 | Пепел и алмаз                                  | Popiół i diament                     |
| 1958 | Прощания                                       | Pożegnania                           |
| 1958 | Маленькие драмы                                | Małe dramaty                         |
| 1958 | Таблетки для Аурелии                           | Pigułki dla Aurelii                  |
| 1958 | Позвоните моей жене                            | Co řekne žena?                       |
| 1959 | Орёл                                           | Orzeł                                |
| 1959 | Крест храбрых                                  | Krzyż Walecznych                     |
| 1960 | Крестоносцы                                    | Krzyżacy                             |
| 1960 | Сатана из седьмого класса                      | Szatan z siódmej klasy               |
| 1960 | Цена одного преступления                       | Historia współczesna                 |
| 1961 | Сегодня ночью погибнет город                   | Dziś w nocy umrze miasto             |
| 1962 | Комедианты                                     | Komedianty                           |
| 1962 | О тех, кто украл Луну                          | O dwóch takich, co ukradli księżyc   |
| 1963 | Почтенные грехи                                | Zacne grzechy                        |
| 1963 | Мансарда                                       | Mansarda                             |
| 1963 | Кодовое название «Нектар»                      | Kryptonim Nektar                     |
| 1963 | Где генерал?                                   | Gdzie jest generał…                  |
| 1964 | Эхо                                            | Echo                                 |
| 1964 | Барышня в окошке                               | Panienka z okienka                   |
| 1964 | Прерванный полёт                               | Przerwany lot                        |
| 1965 | Профессор Зазуль                               | Profesor Zazul                       |
| 1965 | Всегда в воскресенье                           | Zawsze w niedzielę                   |
| 1966 | Фараон                                         | Faraon                               |
| 1966 | Жареные голубки                                | Pieczone gołąbki                     |
| 1966 | Бич Божий                                      | Bicz Boży                            |
| 1967 | Невероятные приключения Марека Пегуса          | Niewiarygodne przygody Marka Piegusa |
| 1967 | Ставка больше, чем жизнь (только в 17-й серии) | Stawka większa niż życie             |
| 1968 | Графиня Коссель                                | Hrabina Cosel                        |
| 1969 | Красное и золотое                              | Czerwone i złote                     |
| 1969 | Приключения канонира Доласа                    | Jak rozpętałem drugą wojnę światową  |
| 1970 | Локис                                          | Lokis. Rękopis profesora Wittembacha |
| 1970 | Перстень княгини Анны                          | Pierścień księżnej Anny              |
| 1971 | Автомобильчик и тамплиеры                      | Samochodzik i templariusze           |
| 1971 | Не люблю понедельник                           | Nie lubię poniedziałku               |
| 1974 | Победа                                         | Zwycięstwo                           |

## Признание
- 1955 — Государственная премия ПНР 2-й степени.
- 1966 — Кавалерский крест Ордена Возрождения Польши.